# آرثر أوكونكو
آرثر أوكونكو (بالإنجليزية: Arthur Okonkwo)‏ هو لاعب كرة قدم بريطاني، ولد في 9 سبتمبر 2001.